# Luca Engstler
Luca Engstler (Wiggensbach, 8 maart 2000) is een Duits autocoureur. Hij is de zoon van eveneens autocoureur Franz Engstler.

## Carrière
Engstler begon zijn autosportcarrière in het karting in 2011 en bleef hier actief tot 2014. Tot zijn hoogtepunten behoorden een tiende plaats in de Mini Max-klasse van de ADAC Rotax Max Challenge in 2011 en een negende plaats in de X30 Junior-klasse van de ADAC Karting Masters in 2014.
In 2015 maakte Engstler de overstap naar het formuleracing, waarbij hij zijn Formule 4-debuut maakte in het ADAC Formule 4-kampioenschap. Hij kwam hier uit voor het team van zijn vader, Engstler Motorsport. Hij kende een moeilijk debuutseizoen, waarin een twaalfde plaats op de Red Bull Ring zijn beste resultaat was. Hierdoor eindigde hij puntloos op de 39e plaats in het kampioenschap.
In 2016 bleef Engstler actief in de ADAC Formule 4 voor het team van zijn vader. Ditmaal behaalde hij door een negende plaats op de Red Bull Ring zijn enige twee punten van het seizoen, waardoor hij zich verbeterde naar de 26e plaats in de eindstand.
In 2017 stapte Engstler over naar de touring cars en begon het seizoen in de TCR Middle East Series voor Engstler Motorsport in een Volkswagen Golf GTI TCR. Hij won de seizoensopener op het Dubai Autodrome en behaalde gedurende het seizoen nog twee podiumplaatsen. Hiermee eindigde hij achter Josh Files en Brandon Gdovic op de derde plaats in het klassement met 79 punten. Hierna stapte hij over naar het ADAC TCR Germany Touring Car Championship, waarin hij in dezelfde auto uitkwam. Daarnaast debuteerde hij dat jaar in de TCR International Series bij het Junior Team Engstler tijdens het raceweekend op de Motorsport Arena Oschersleben; hij wist echter in beide races de finish niet te halen.